# Nightflight to Venus
A Nightflight to Venus a nyugatnémet Boney M. együttes harmadik stúdióalbuma. Műfaja: eurodisco, megjelenés ideje: 1978. július. A felvételi munkálatok a müncheni Union Studiosban és a frankfurti Europasound Studiosban zajlottak. Az utóbbi helyszínen történt a keverés is. Az LP 10 dalt tartalmaz, melyek között – az előző két nagylemezhez hasonlóan – saját számok és feldolgozások egyaránt szerepelnek.

## Háttér-információk
Ez az LP volt a Boney M. első listavezető albuma Angliában, s a legnépszerűbb nagylemeze az Amerikai Egyesült Államokban. (A tengerentúli slágerlistán elfoglalt, az európaihoz képest kissé meglepő helyezések oka az, hogy az eurodisco soha nem volt túl népszerű az óceán túlpartján.) Dupla „A” oldalas kislemezként jelent meg a Rivers of Babylon és a Brown Girl in the Ring. Nyugat-Európában a Rasputin és a Painter Man ugyancsak dupla „A” oldalas kislemez volt, az utóbbi felvétel azonban a briteknél és Írországban külön kislemez „A” oldalára került. 1978 végén jelent meg a Mary's Boy Child / Oh My Lord című Boney M.-kislemez, melynek „B” oldala a Dancing in the Streets című felvétel volt. Egyik dal sem szerepel az albumon, de mindkettő rákerült a 2007-es CD kiadásra. A Mary's Boy Child / Oh My Lord nagy sláger lett, sőt évek óta az egyik legismertebb karácsonyi popzenei örökzöldnek számít.

## A dalok

### „A” oldal
1. Nightflight to Venus (Frank Farian – Fred Jay – Kawohl) 4:46
2. Rasputin (Frank Farian – Fred Jay – George Reyam) 5:51
3. Painter Man (Phillips – Pickett) 3:10
4. He Was a Steppenwolf (Frank Farian – Fred Jay – Stefan Klinkhammer) 6:51
5. King of the Road (Roger Miller) 2:36

### „B” oldal
1. Rivers of Babylon (Frank Farian – George Reyam) 4:18
2. Voodoonight (Giorgio Sgarbi) 3:31
3. Brown Girl in the Ring (Frank Farian) 4:02
4. Never Change Lovers in the Middle of the Night (Mats Björklund – Keith Forsey – Fred Jay) 5:32
5. Heart of Gold (Neil Young) 4:00

George Reyam valójában Hans-Jörg Mayerrel azonos.

## Közreműködők
- Liz Mitchell – ének (A3, B1, B3, B5), háttérvokál
- Marcia Barrett – ének (A5, B4), háttérvokál
- Frank Farian – ének (A2, B2), háttérvokál
- Bill Swisher – robothang (A1), narrátor (A2)
- The Rhythm Machine – zenészek
- Keith Forsey – dobok
- Nick Woodland – gitár
- Mats Björklund – gitár
- Gary Unwin – basszusgitár
- „Chico” de los Reyes – billentyűs hangszerek
- R. Ehrhardt
- Frank Farian – producer
- Christian Kolonovits – keverés
- Johan Daansen – keverés
- Mats Björklund – keverés
- Michael Cretu – keverés
- Stefan Klinkhammer – keverés
- Fred Schreier – hangmérnök
- Hartmut Pfannmüller – hangmérnök
- John Lund – hangmérnök
- Tammy Grohé – hangmérnök
- Manfred Vormstein – művészeti vezető
- Didi Zill – fotós
- Dengler/Kohlmeier – design

A közreműködők közül Gary Unwin Dee D. Jackson háziszerzőjének számított, Keith Forsey Donna Summer lemezeinek elkészítésében is közreműködött. Mindkét zenész részt vett a Hot Blood nevű diszkóprojektben, akárcsak Stefan Klinkhammer és Nick Woodland. Christian Kolonovits a Chilly sikereiből vette ki a részét. Michael Cretu dolgozott a Goombay Dance Banddel és az Á La Carte nevű női poptrióval is. Később a rövid életű Moti Special tagja lett, majd szólókarrierbe kezdett, miközben felesége, Sandra pályafutását is egyengette.

## Különböző kiadások

### LP
- Anglia: Atlantic Records SD 361945.
- Egyesült Államok: Sire Records SRK 6062.
- NSZK: Hansa Records 26 026 OT.

Az eredeti Hansa LP-ből négy különböző nyomás jelent meg. Ezek főleg az első két felvétel játékidejében különböznek. Az első német nyomáson a Nightflight to Venus 7:09 perc, a Rasputin 6:39. Az első átvált a másodikba, a kettő együtt 13:48. A második nyomáson a nyitó felvétel 5.55, a harmadikon 4.58, a negyediken 4.46. (Ez utóbbi jelent meg Angliában és az Egyesült Államokban.) Az 1994-es és 2007-es CD-kiadásokon a dal ugyancsak 4:46 perc terjedelmű.

### CD
- Németország, 1994: BMG 74321 21269 2.
- Az Európai Unió és az Egyesült Államok, 2007: Sony–BMG 88697–08262–2.

Bónuszfelvételek: Mary's Boy Child / Oh My Lord (Jester Hairston – Lorin – Frank Farian – Fred Jay, 5:43), Dancing in the Streets (Frank Farian, 3:57).

## Kimásolt kislemezek

### Anglia

#### 7"
- Rivers of Babylon – 4:16 / Brown Girl in the Ring – 4:02 (Atlantic Records K11120, 1978)
- Rasputin (7" Mix) – 4:39 / Never Change Lovers in the Middle of the Night – 5:32 (Atlantic K11192, 1978)
- Mary's Boy Child / Oh My Lord – 5:29 / Dancing in the Streets – 3:43 (Atlantic K11221, 1978)
- Painter Man – 3:10 / He Was a Steppenwolf – 6:51 (Atlantic K11255, 1979)

#### 12"
- Brown Girl in the Ring – 4:02 / Rivers of Babylon – 4:18 (Atlantic K 11120T, 1978)
- Rasputin (12" Mix) – 7:33 / Never Change Lovers in the Middle of the Night – 5:32 (Atlantic K11192T, 1978)
- Painter Man – 3:10 / He Was a Steppenwolf – 6:51 (Atlantic K11255, green vinyl and red vinyl, 1979)

### Egyesült Államok

#### 7"
- Rivers of Babylon – 4:16 / Brown Girl in the Ring – 4:02 (Sire Records SRE–1027 (RE–1), 1978)
- Rasputin (7" Mix) – 4:39 / He Was a Steppenwolf (Sire SRE–1049, 1978)
- Mary's Boy Child / Oh My Lord – 5:29 / Dancing in the Streets – 3:43 (Sire SRE–1036, 1978)
- Mary's Boy Child / Oh My Lord – 5:29 / He Was a Steppenwolf – 6:51 (Sire/Hansa SRE 49144, 1978)
- Dancing in the Streets – 3:57 / Never Change Lovers in the Middle of the Night (Edit) – 5:01 (Sire SRD 1038, 1978)

#### 12"
- Rivers of Babylon (12" Mix) – 7:22 / Rivers of Babylon – 4:06 (Sire/Hansa Records PRO–A–732, 1978)
- Rasputin (12" Mix) – 7:33 / Rasputin (Album version) 5:50 (Sire PRO–A–765, 1978)
- Dancing in the Streets (12" Mix) – 6:18 / Never Change Lovers in the Middle of the Night – 5:32 (Sire SRD 1040, 1978)

### NSZK

#### 7"
- Rivers of Babylon – 4:16 / Brown Girl in the Ring – 4:02 (Hansa Records 11 999 AT, 1978)
- Rasputin (7" Mix) – 4:39 / Painter Man – 3:10 (Hansa 15 808 AT, 1978)
- Mary's Boy Child / Oh My Lord – 5:29 / Dancing in the Streets – 3:57 (Hansa 100 075–100, 1978)

12"
- Rasputin (12" Mix) – 7:33 / Painter Man – 3:10 (Hansa 26 400 XT, 1978)
- Dancing in the Streets (12" Mix) – 6:25 / Mary's Boy Child (12" Mix) – 6:18 (Hansa 600 009–212, 1979)

## Az album slágerlistás helyezései
- Anglia: 1978 július. Legmagasabb pozíció: 1. hely
- Ausztria: 1978. július 15–től 36 hétig. Legmagasabb pozíció: 1. hely
- Egyesült Államok: Legmagasabb pozíció: 134. hely
- Hollandia: Legmagasabb pozíció: 1. hely
- NSZK: Legmagasabb pozíció: 1. hely
- Norvégia: 1978. A 26. héttől 30 hétig. Legmagasabb pozíció: 1. hely
- Svédország: 1978. július 14–től 17 hétig. Legmagasabb pozíció: 1. hely

## Legnépszerűbb slágerek
- Rivers of Babylon / Brown Girl in the Ring

Anglia: 1978. április. Legmagasabb pozíció: 1. hely

Ausztria: 1978. május 15-étől 284 hétig. Legmagasabb pozíció: 1. hely

Egyesült Államok: Legmagasabb pozíció: 30. hely 

Hollandia: Legmagasabb pozíció: 1. hely

Írország: Legmagasabb pozíció: 1. hely

Németország: Legmagasabb pozíció: 1. hely

Norvégia: 1978. A 18. héttől 29 hétig. Legmagasabb pozíció: 1. hely

Svájc: 1978. április 8-ától 21 hétig. Legmagasabb pozíció: 1. hely

Svédország: 1978. május 5-étől 14 hétig. Legmagasabb pozíció: 1. hely
- Rasputin

Anglia: 1978. október. Legmagasabb pozíció: 2. hely

Ausztria: 1978. október 15-étől 16 hétig. Legmagasabb pozíció: 1. hely

Hollandia: Legmagasabb pozíció: 8. hely

Írország: Legmagasabb pozíció: 3. hely

Németország: Legmagasabb pozíció: 1. hely

Norvégia: 1978. A 44. héttől 3 hétig. Legmagasabb pozíció: 10. hely

Svájc: 1978. szeptember 16-ától 11 hétig. Legmagasabb pozíció: 2. hely
- Painter Man

Anglia: 1979. március. Legmagasabb pozíció: 10. hely

Hollandia: Legmagasabb pozíció: 8. hely

Írország: Legmagasabb pozíció: 5. hely
- Nightflight to Venus

## Lásd még
- Take the Heat Off Me
- Love for Sale
- Oceans of Fantasy
- Boonoonoonoos
- Christmas Album
- Ten Thousand Lightyears
- Kalimba de Luna – 16 Happy Songs
- Eye Dance
- 20th Century Hits